# Otto Tetens

Otto Tetens (links) mit Mataafa Josefo, 1902

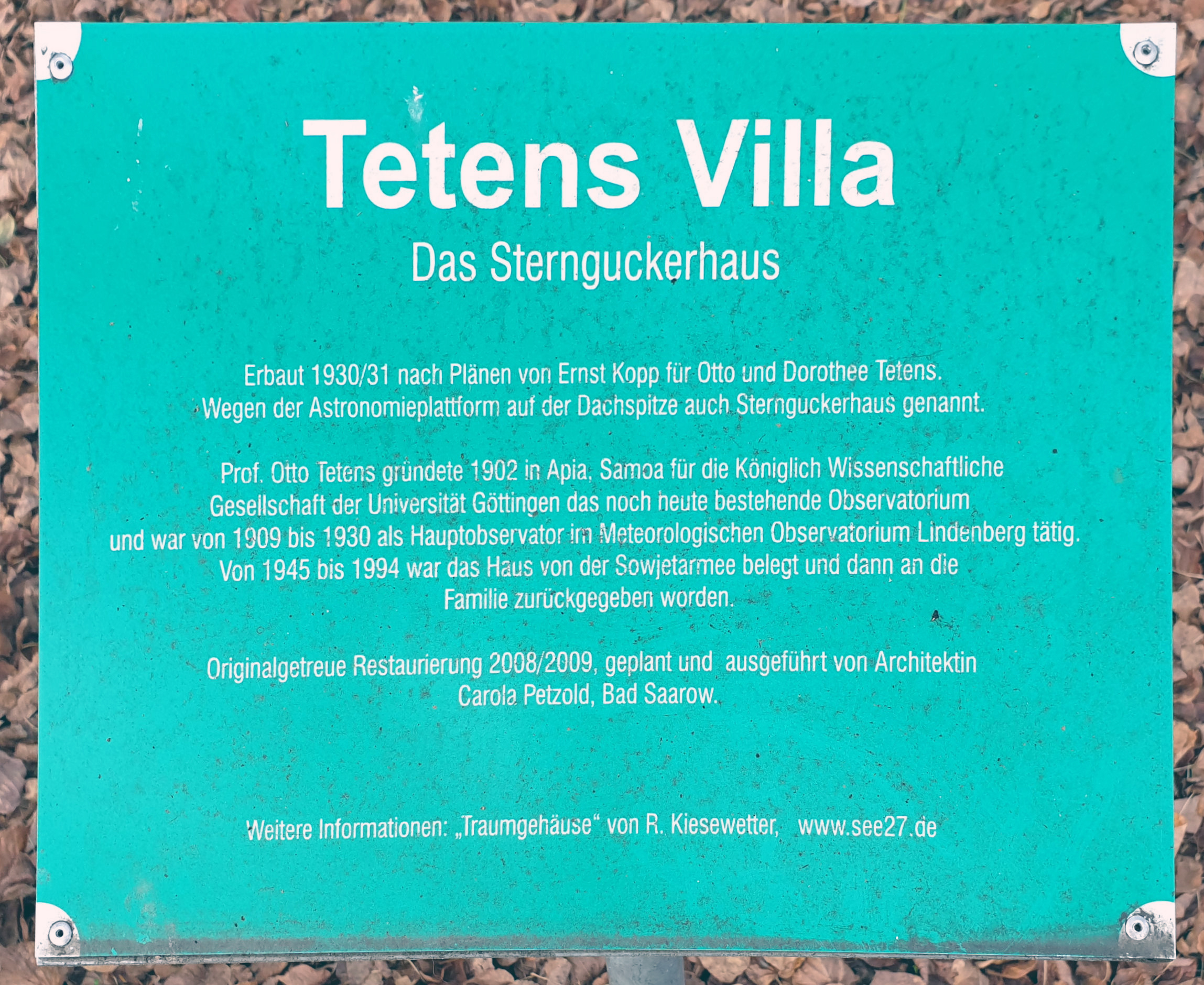
Gedenktafel am Haus, Seestraße 25, in Bad Saarow

Otto Peter Harens Tetens (* 26. September 1865 in Rendsburg; † 15. Februar 1945 in Teplitz-Schönau) war ein deutscher Naturwissenschaftler mit dem Schwerpunkt Astronomie.

## Leben
Otto Tetens, Sohn eines Rendsburger Polizeimeisters, studierte ab 1883 verschiedene Naturwissenschaften in Tübingen, München, Berlin und Kiel. Anschließend war er an der Privatsternwarte von Miklós Konkoly-Thege in Ógyalla (1888) und an der Sternwarte Bothkamp bei Kiel (1888 bis 1891) tätig. 1891 promovierte er in Kiel. Ab 1893 arbeitete Tetens an verschiedenen wissenschaftlichen Einrichtungen, z. B. der Deutschen Seewarte Hamburg, bis er 1898 eine Assistentenstelle an der Sternwarte der Kaiser-Wilhelms-Universität in Straßburg annahm.
Von 1902 bis 1905 errichtete er im Auftrag der Königlichen Wissenschaftlichen Gesellschaft zu Göttingen in Deutsch-Samoa das Geophysikalische Observatorium Apia, dessen erster Direktor er war. Diese Institution steht bis heute an selber Stelle (Halbinsel Mulinuu, Insel Upolu). Von seinem Onkel Alfred Tetens, einem aus Wilster stammenden Hamburger Kapitän, hatte er sich durch dessen Erzählungen von seinen Reisen und Expeditionen in der Südsee inspirieren lassen. Nach seiner Rückkehr blieb Tetens zunächst in Göttingen, um seine Aufzeichnungen der letzten Jahre aufzuarbeiten, bevor er 1906 eine Stellung an der Königlichen Sternwarte Kiel annahm.
Tetens arbeitete ab 1909 als Hauptobservator am Aerologischen Observatorium in Lindenberg bei Beeskow und leitete unter anderem den Bereich der meteorologischen Drachenflüge. 1931 wurde er dort pensioniert. Er wohnte bis zu seinem Tod (1945) in Bad Saarow am Scharmützelsee und war verheiratet mit Dorothea Heimrod, Tochter eines amerikanischen Diplomaten. Sein Haus existiert noch im Kurpark von Bad Saarow, ein eindrucksvoller Klinkerbau, geplant und entworfen vom Saarower Architekten Ernst Kopp, dessen Vater Emil Kopp den Bahnhof und das Moorbad geplant hatte.

## Fotografien
Von großem ethnologischem und kulturgeschichtlichem Wert sind die Fotografien, die Tetens während seiner Jahre in Samoa aufgenommen hat. Eine kleine Anzahl davon befindet sich – wie auch sein Tagebuch – heute im Besitz des Übersee-Museums in Bremen, der größere Teil ist im Besitz seiner Nachfahren, die die Abzüge und Negative nach 100 Jahren wiederentdeckt haben. Unter dem Titel Samoa 1904 fand daraufhin 2004 in Hattingen (Museum Bochum, Wasserburg Haus Kemnade) eine Ausstellung von 62 ausgewählten Fotografien statt, die 2005 in Apia wiederholt wurde.

## Schriften (Auswahl)
- mit Franz Linke: Die meteorologischen Registrierungen des Samoa-Observatoriums der Jahre 1902–1906. In: Ergebnisse der Arbeiten des Samoa-Observatoriums der Königlichen Gesellschaft der Wissenschaften zu Göttingen 1, 1910
- mit Franz Linke: Das Klima Samoas. In: Ergebnisse der Arbeiten des Samoa-Observatoriums der Königlichen Gesellschaft der Wissenschaften zu Göttingen 4, 1910
- Über die Sicherheit der Pilotvisierungen mittels eines einzigen Theodoliten. In: Ergebnisse der Arbeiten des Königlich Preußischen Aeronautischen Observatoriums bei Lindenberg 6, 1911, S. 183–190
- Gummipilotballons. In: Ergebnisse der Arbeiten des Königlich Preußischen Aeronautischen Observatoriums bei Lindenberg 6, 1911, S. 191–206
- Aerologische Beobachtungen während des am 18./19. Mai 1910 erwarteten Durchganges der Erde durch den Schweif des Halleyschen Kometen. In: Ergebnisse der Arbeiten des Königlich Preußischen Aeronautischen Observatoriums bei Lindenberg 6, 1911, S. 219–255